# Saison 1 de Drag Race France All Stars
La première saison de Drag Race France All Stars est diffusée pour la première fois à partir du 10 juillet 2025 sur France.tv Slash et France 2 en France et sur WOW Presents Plus à l’international.
En novembre 2024, la création d'une version All Stars de l'émission est annoncée. Les juges principaux sont Nicky Doll, Daphné Bürki, Loïc Prigent et Shy'm,. Le casting est composé de dix candidates et est annoncé le 11 juin 2025 sur les réseaux sociaux.
La gagnante de la saison reçoit une couronne et un sceptre de la part de Y'Paris, un an d'approvisionnement de maquillage chez MAC Cosmetics et 30 000 euros.

## Format
Lors de cette saison, contrairement au format de Drag Race France, les candidates ont la possibilité de s'éliminer entre elles. Ce nouveau format introduit le lip-sync for your legacy (en français : « playback pour son héritage ») entre les deux meilleures candidates d'un épisode ; la gagnante reçoit 2 500 euros et le pouvoir d'éliminer l'une des candidates en danger d'élimination.

## Candidates
(Les noms et âges donnés sont ceux annoncés au moment de la compétition.)
| Candidate     | Âge | Résidence                           | Saison originale | Classement original | Classement final |
| ------------- | --- | ----------------------------------- | ---------------- | ------------------- | ---------------- |
| Elips         | 28  | Bordeaux, Nouvelle-Aquitaine        | Saison 1         | 6e place            | À venir          |
| Mami Watta    | 26  | Saint-Denis, Île-de-France          | Saison 2         | 3e/4e place         | À venir          |
| Misty Phoenix | 24  | Avignon, Provence-Alpes-Côte d'Azur | Saison 3         | 5e place            | À venir          |
| Moon          | 33  | Genève, Suisse romande (Suisse)     | Saison 2         | 7e place            | À venir          |
| Piche         | 28  | Arles, Provence-Alpes-Côte d’Azur   | Saison 2         | 5e place            | À venir          |
| Kam Hugh      | 26  | Paris, Île-de-France                | Saison 1         | 7e place            | 6e place         |
| La Big Bertha | 40  | Paris, Île-de-France                | Saison 1         | 5e place            | 7e place         |
| Punani        | 34  | Paris, Île-de-France                | Saison 2         | 3e/4e place         | 8e place         |
| Soa de Muse   | 36  | Saint-Denis, Île-de-France          | Saison 1         | Seconde             | 9e place         |
| Magnetica     | 25  | Paris, Île-de-France                | Saison 3         | 9e place            | 10e place        |

## Progression des candidates
|               | Épisode | Épisode | Épisode | Épisode | Épisode | Épisode |
| 1             | 2       | 3       | 4       | 5       | 6       |         |
| ------------- | ------- | ------- | ------- | ------- | ------- | ------- |
| Piche         | SAFE    | HIGH    | LOW     | WIN     | SAFE    | WIN     |
| Elips         | SAFE    | WIN     | SAFE    | SAFE    | WIN     | WIN     |
| Mami Watta    | WIN     | SAFE    | LOW     | WIN     | HIGH    | HIGH    |
| Moon          | SAFE    | LOW     | SAFE    | HIGH    | BTM2    | HIGH    |
| Misty Phoenix | WIN     | SAFE    | WIN     | LOW     | SAFE    | BTM2    |
| Kam Hugh      | HIGH    | WIN     | BTM2    | BTM2    | WIN     | ELIM    |
| La Big Bertha | BTM2    | SAFE    | HIGH    | SAFE    | ELIM    | OUT     |
| Punani        | LOW     | SAFE    | WIN     | ELIM    |         | OUT     |
| Soa de Muse   | SAFE    | BTM2    | ELIM    |         |         | OUT     |
| Magnetica     | BTM2    | ELIM    |         |         |         | OUT     |

 La candidate a gagné le maxi défi et le lip-sync.
 La candidate a gagné le maxi défi mais a perdu le lip-sync.
 La candidate a reçu des critiques positives des juges et a été déclarée sauve.
 La candidate a été déclarée sauve.
 La candidate a reçu des critiques négatives des juges et a été déclarée sauve.
 La candidate a été en danger d'élimination.
 La candidate a été éliminée.
 La candidate n'a pas regagné la compétition.

## Lip-syncs
| Épisode | Candidate (Choix d'élimination) | vs. | Candidate (Choix d'élimination) | Chanson                  | Artiste(s)                  | Gagnante      | Candidates en danger d'élimination | Candidate éliminée |
| ------- | ------------------------------- | --- | ------------------------------- | ------------------------ | --------------------------- | ------------- | ---------------------------------- | ------------------ |
| 1       | Mami Watta (La Big Bertha)      | vs. | Misty Phoenix (Magnetica)       | I'm Good (Blue)          | David Guetta ft. Bebe Rexha | Mami Watta    | La Big Bertha Magnetica            | Aucune             |
| 2       | Elips (Magnetica)               | vs. | Kam Hugh (Magnetica)            | Non, je ne regrette rien | Édith Piaf                  | Elips         | Magnetica Soa de Muse              | Magnetica          |
| 3       | Misty Phoenix (Soa de Muse)     | vs. | Punani (Soa de Muse)            | Discoteca                | Ascendant Vierge ft. Nadsat | Misty Phoenix | Kam Hugh Soa de Muse               | Soa de Muse        |
| 4       | Mami Watta (Punani)             | vs. | Piche (Kam Hugh)                | À cause des garçons      | Yelle                       | Mami Watta    | Kam Hugh Punani                    | Punani             |
| 5       | Elips (La Big Bertha)           | vs. | Kam Hugh (La Big Bertha)        | Boys (Summertime Love)   | Sabrina Salerno             | Elips         | La Big Bertha Moon                 | La Big Bertha      |
| 6       | Elips (?)                       | vs. | Piche (Kam Hugh)                | I Had a Dream            | Nicky Doll                  | Piche         | Kam Hugh Misty Phoenix             | Kam Hugh           |

 La candidate a été éliminée après sa première fois en danger d’élimination.
 La candidate a été éliminée après sa deuxième fois en danger d’élimination.
 La candidate a été éliminée après sa troisième fois en danger d’élimination.

## Juges invités
Cités par ordre d'apparition :
- Thomas Jolly, metteur en scène français[6] ;
- Marion Cotillard, actrice et productrice française[7] ;
- Noam Sinseau, humoriste français[8] ;
- Camille Razat, actrice française[9] ;
- Yelle, chanteuse française[10] ;
- Judith Godrèche, actrice française[11] ;
- Mehdi Kerkouche, chorégraphe français[11].

### Invités spéciaux
Certains invités apparaissent lors des épisodes, mais ne font pas partie du panel des jurés.

#### Épisode 1
- Le Filip, drag queen franco-croate.

#### Épisode 2
- Paloma, drag queen française.

#### Épisode 5
- Alex Ramirès, humoriste français ;
- Bruno Sanches, humoriste franco-portugais ;
- Claudia Tagbo, actrice et humoriste ivoirienne ;
- Marilou Berry, actrice française ;
- Natoo, vidéaste française ;
- Rebeka Warrior, chanteuse et musicienne française ;
- Théodora, chanteuse et rappeuse franco-congolaise.

#### Épisode 6
- Valentin Beaufils, danseur français.

## Épisodes
| Candidate | Elips                | Kam Hugh  | La Big Bertha | Magnetica | Mami Watta         | Misty Phoenix | Moon                 | Piche       | Punani  | Soa de Muse |
| Talent    | Lip-sync Marionnette | Burlesque | Chant         | Burlesque | Spectacle de magie | Danse         | Lip-sync Spoken word | Chant Piano | Comédie | Spoken word |

| Équipe                  | Maison M      | Maison M  | Maison M      | Maison M    | Maison M       | Comme un lundi | Comme un lundi   | Comme un lundi | Comme un lundi | Comme un lundi |
| ----------------------- | ------------- | --------- | ------------- | ----------- | -------------- | -------------- | ---------------- | -------------- | -------------- | -------------- |
| Candidate               | La Big Bertha | Magnetica | Misty Phoenix | Moon        | Soa de Muse    | Elips          | Kam Hugh         | Mami Watta     | Piche          | Punani         |
| Métro, Boulot, Let's Go | Domestique    | Mineur    | Businesswoman | Laborantine | Femme au foyer | Glacière       | Hôtesse de l'air | Avocate        | Coursier       | Couturière     |

| Candidate  | Elips           | Kam Hugh            | La Big Bertha | Mami Watta  | Misty Phoenix | Moon            | Piche         | Punani    | Soa de Muse |
| Personnage | Mélanie Laurent | Caroline Margeridon | Maïté         | Tour Eiffel | Dorothée      | Corinne Benizio | Sylvie Jenaly | Louis XIV | Jacques     |

| Groupe    | NTR           | NTR        | NTR           | NTR  | Supernova | Supernova | Supernova | Supernova |
| --------- | ------------- | ---------- | ------------- | ---- | --------- | --------- | --------- | --------- |
| Candidate | La Big Bertha | Mami Watta | Misty Phoenix | Moon | Elips     | Kam Hugh  | Piche     | Punani    |

| Candidate | Elips         | Kam Hugh | La Big Bertha | Mami Watta | Misty Phoenix | Moon           | Piche         |
| Célébrité | Marilou Berry | Natoo    | Bruno Sanches | Théodora   | Alex Ramirès  | Rebeka Warrior | Claudia Tagbo |

| Chanson   | Oui oui j'adore | Oui oui j'adore | French Cake | French Cake | Révolution | Révolution    |
| --------- | --------------- | --------------- | ----------- | ----------- | ---------- | ------------- |
| Candidate | Elips           | Piche           | Mami Watta  | Moon        | Kam Hugh   | Misty Phoenix |

## Audiences
| Épisode | Jour et horaire de diffusion   | Audience moyenne sur France 2 | Audience moyenne sur France 2 | Références |
| Épisode | Jour et horaire de diffusion   | Nombre de téléspectateurs     | PDM                           | Références |
| ------- | ------------------------------ | ----------------------------- | ----------------------------- | ---------- |
| 1       | 10 juillet 2025 (23:40 – 1:10) | 227 000                       | 4,6 %                         | [ 18 ]     |
| 2       | 17 juillet 2025 (23:35 – 0:55) | 421 000                       | 8,1 %                         | [ 19 ]     |
| 3       | 24 juillet 2025 (23:45 – 1:00) | 451 000                       | 10,2 %                        | [ 20 ]     |

## Tournée
La tournée Royal Tour 2025 se déroule du 10 septembre 2025 au 6 novembre 2025 en France et en Suisse.
| Date              | Ville       | Pays   | Lieu                             |
| ----------------- | ----------- | ------ | -------------------------------- |
| Septembre 2025    |             |        |                                  |
| 10 septembre 2025 | Paris       | France | Salle Pleyel                     |
| 11 septembre 2025 | Paris       | France | Salle Pleyel                     |
| 12 septembre 2025 | Paris       | France | Salle Pleyel                     |
| 13 septembre 2025 | Paris       | France | Salle Pleyel                     |
| 18 septembre 2025 | Lille       | France | Zénith de Lille                  |
| 20 septembre 2025 | Nantes      | France | Zénith de Nantes Métropole       |
| 25 septembre 2025 | Lyon        | France | LDLC Arena                       |
| 27 septembre 2025 | Strasbourg  | France | Zénith Strasbourg Europe         |
| Octobre 2025      |             |        |                                  |
| 2 octobre 2025    | Montpellier | France | Zénith Sud                       |
| 4 octobre 2025    | Bordeaux    | France | Arkéa Arena                      |
| 9 octobre 2025    | Marseille   | France | Le Dôme                          |
| 11 octobre 2025   | Toulouse    | France | Zénith de Toulouse Métropole     |
| 16 octobre 2025   | Genève      | Suisse | Arena de Genève                  |
| Novembre 2025     |             |        |                                  |
| 6 novembre 2025   | Paris       | France | Palais omnisports de Paris-Bercy |